# أغاف حامل خيوط
الأغاف حامل الخيوط (الاسم العلمي: Agave filifera) هو نوع من جنس الأغاف ينتمي للفصيلة الهليونية. ويستوطن وسط المكسيك، من ولاية كويريتارو إلى ولاية مكسيكو. وهي نبتة عُصّارية متوسطة أو صغيرة الحجم. وهي تشكل وريدة عديمة الجذع تنمو عرضياً ليصل 90 سم، ويصل طوله 60 سم. ولأوراقها لون أخضر داكن-أخضر برونزي، ولها دمغات في البراعم للزينة ذات لون أبيض. ينمو لحاء الأزهار ليصل طوله حتى 3.5 متر وهو مُحمل بشكل كبير بزهور ذات لون أصفر-أخضر إلى لون أرجواني غامق، يصل طولها حتى 5 سم. وتظهر الزهور في الخريف والشتاء.

## معرض صور

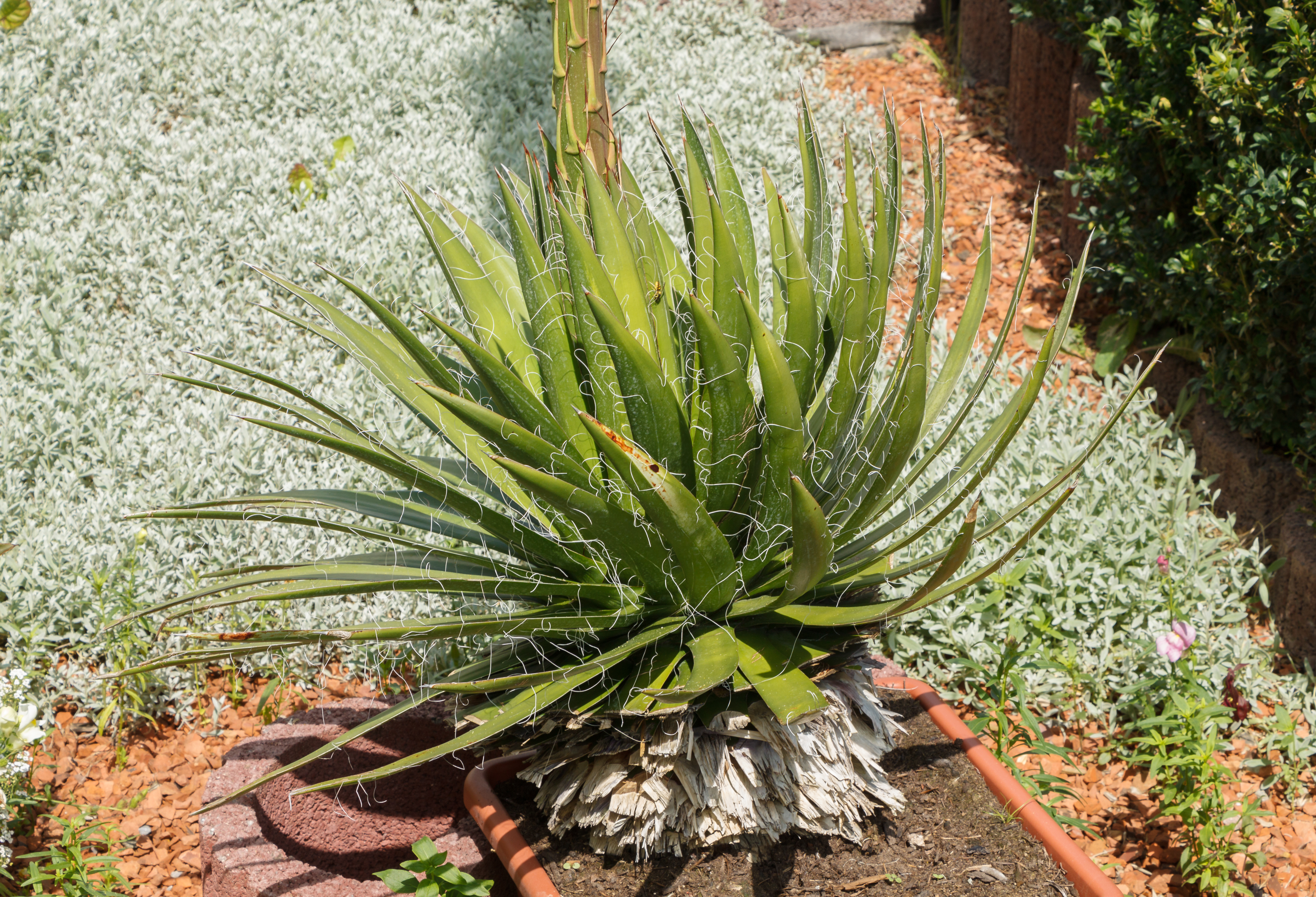
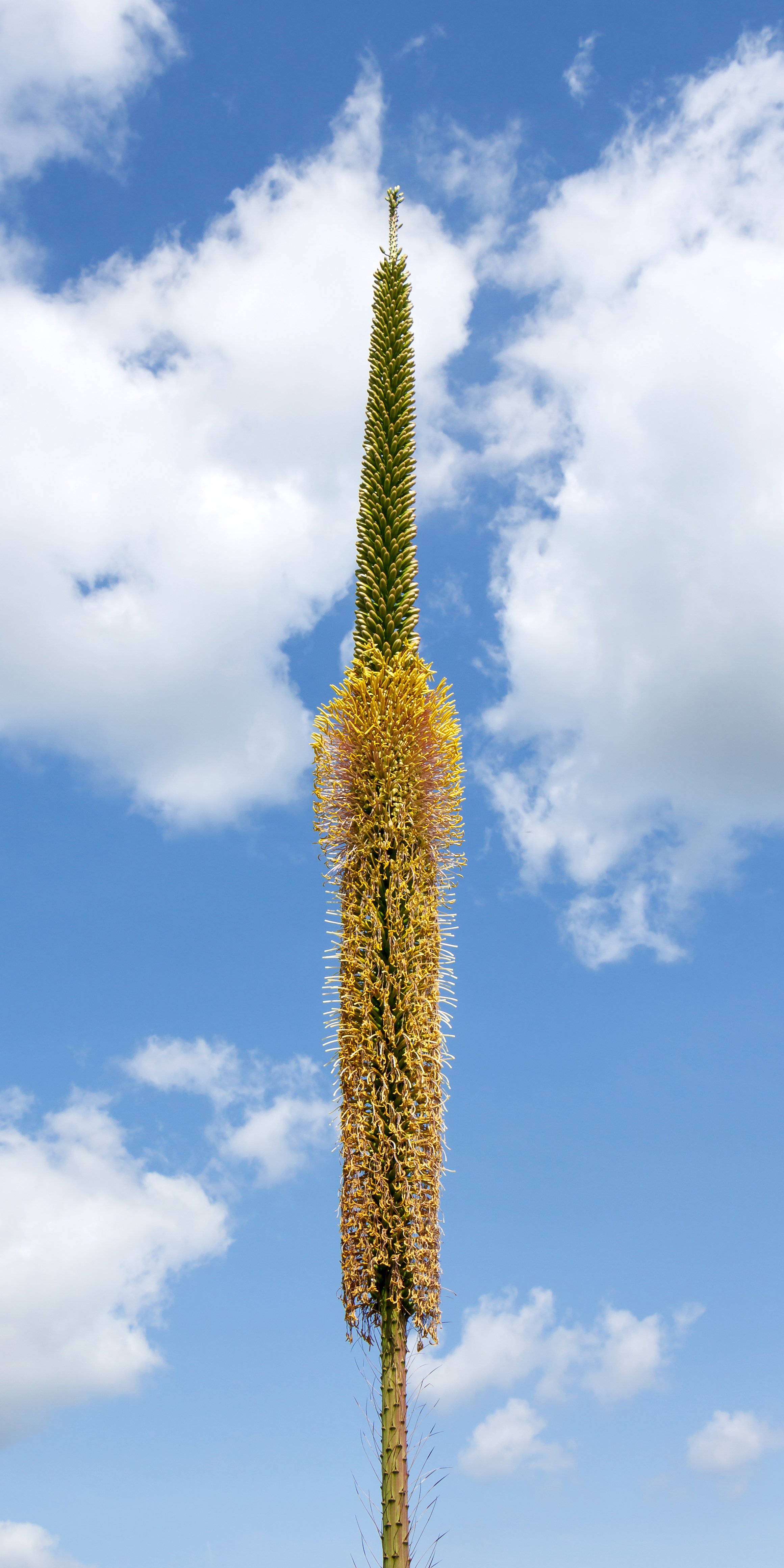
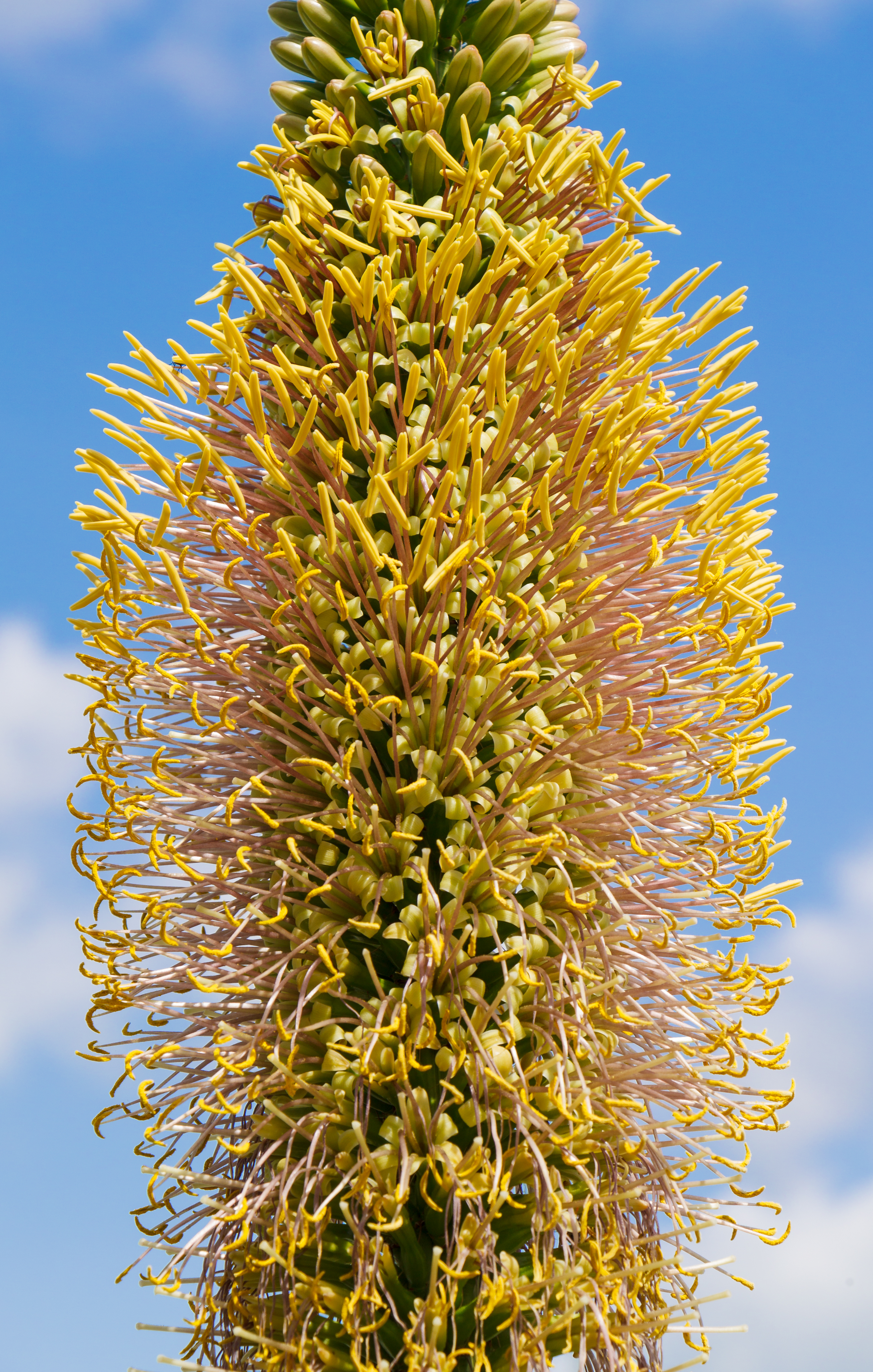